# Корадо Пани
Корадо Пани (Рим, 4. март 1936 — Рим, 2. март 2005) је био италијански гласовни глумац.

## Живот и каријера
Рођен у Риму, Пани је започео своју каријеру играјући улогу Исуса као дете у радио драми Радио Ватикан. На филму је дебитовао 1953. године, с мањом улогом у филму Il viale della speranza Дина Рисија. Године 1955. имао је прву велику позоришну улогу, у Thè e simpatia. Касније је радио на сцени са Лукином Висконтијем, Ђорђом Стрелером, Кшиштофом Занусијем и Луком Ронконијем, између осталих.
Пани се појавио у педесетак филмова; његова последња улога била је судија у филму Пинокио (2002) Роберта Бенињија.
Шездесетих година 20. века, Пани је имао дугу љубавну везу са певачицом Мином, а 1963. године пар је добио сина Масимилијана.

## Делимична филмографија
- Doctor Antonio (1954)
- Il viale della speranza (1953) - Roberto Franzi
- Vacanze col gangster (1954) - Gianni (voice, uncredited)
- Terrore sulla città (1957)
- White Nights (1957) - Un giovinastro
- I dritti (1957) - Aldo
- A sud niente di nuovo (1957) - Dick
- Città di notte (1958) - Paolo Prandi
- Herod the Great (1959) - Antipatro / Herodes Antipas
- Le notti dei Teddy Boys (1959) - Constantino
- Guardatele ma non toccatele (1959) - Claudio, l'aviere
- Genitori in blue-jeans (1960) - Giorgio
- Call Girls of Rome (1960) - Un giovane ricattatore
- Under Ten Flags (1960) - Marinaio tedesco
- Il peccato degli anni verdi (1960) - Augusto d'Aquino
- Rocco and His Brothers (1960) - Ivo
- Run with the Devil (1960) - Giulio Nardi
- Cleopatra's Daughter (1960) - Pharaoh Nemorat / Keops
- Girl with a Suitcase (1961) - Marcello Fainardi
- Amazons of Rome (1961) - Muzio Scevola
- A Day for Lionhearts (1961) - Mortati
- La monaca di Monza (1962) - Molteno
- A Queen for Caesar (1962) - Ptolemaio
- Whisky a mezzogiorno (1962)
- Bora Bora (1968) - Roberto Ferrio
- Interrabang (1969) - Marco
- Matalo! (1970) - Bart
- Gli ordini sono ordini (1972) - Gangster
- Testa in giù, gambe in aria (1972) - Andrea
- Anna: the Pleasure, the Torment (1973) - Guido Salvi
- La notte dell'ultimo giorno (1973) - Sandro
- Ancora una volta prima di lasciarci (1973) - Giorgio
- La minorenne (1974) - Spartaco, the artist
- Gambling City (1974) - Pio Naldi
- Drama of the Rich (1975) - Corrado
- Lips of Lurid Blue (1975) - Marco Alessi
- Watch Me When I Kill (1977) - Lukas
- Dove volano i corvi d'argento (1977) - Istevene
- Francesca è mia (1986) - Andrea
- 'O Re (1988) - Generale Coviello
- Pinocchio (2002) - Giudice